# Sclerocactus wetlandicus subsp. ilseae
Sclerocactus wetlandicus subsp. ilseae ist eine Unterart der Pflanzenart Sclerocactus wetlandicus in der Familie der Kakteengewächse (Cactaceae). Englische Trivialnamen sind „Ilse’s Cactus“ und „Pariette Canyon Cactus“.

## Beschreibung
Der grau bis blaugrüne, 12 bis 15-rippige Pflanzenkörper ist kugelig bis flach-kugelig und erreicht Wuchshöhen von 4 bis 8 cm (selten 10 cm) und Durchmesser von 3 bis 7 cm. Er hat vier bis fünf Mitteldornen, von denen einer etwas gebogen oder gehakt ist. Die 8 bis 12 weißen bis grauen Randdornen, die dunklere Spitzen haben, sind 0,5 bis 1,5 cm lang. Die Pflanzen wachsen meist einzeln. Ihre Pfahlwurzel ist verzweigt.
Die trichterförmigen Blüten sind 1 bis 1,5 cm lang und weisen einen Durchmesser von 1,2 bis 1,6 cm auf. Die Blütenhüllblätter sind rosa, weiß bis gelb. Die Blütezeit ist April bis Mai.
Die kugelförmigen bis länglichen, rötlich bis bräunlichgrauen Früchte haben einen Durchmesser von 6 bis 12 mm und enthalten etwa 5 bis 10 schwarze, glänzende, nierenförmig gebogene, feinwarzige Samen, die innerhalb von 4 bis 6 Wochen reifen.
Die Unterart ist in allen Maßen kleiner als Sclerocactus wetlandicus subsp. wetlandicus.

## Verbreitung
Sclerocactus wetlandicus subsp. ilseae ist im Uintah Basin im Duchesne County des US-Bundesstaates Utah auf Ebenen oder an steinigen Hängen in Höhenlagen von 1400 bis 1600 Metern endemisch verbreitet. Die Unterart wächst dort in verschiedenen Bodenarten und ist vergesellschaftet mit Yucca harrimaniae subsp. sterilis. Die Populationen sind auf jeweils wenigen Pflanzen beschränkt. Sie sind durch die Aktivitäten von Öl-Gesellschaften stark bedroht.

## Systematik
Das Epitheton der Unterart wurde zu Ehren von Ilse Hochstätter, der Ehefrau des Erstbeschreibers, gewählt. Die Beschreibung als Sclerocactus wetlandicus subsp. ilseae wurde 1995 von Fritz Hochstätter veröffentlicht.
Synonyme sind Sclerocactus wetlandicus var. ilseae Hochstätter (1993, Basionym) und Sclerocactus brevispinus K.D.Heil & J.M.Porter (1994).

## Gefährdung
In der Roten Liste gefährdeter Arten der IUCN wird die Unterart als „Critically Endangered (CR)“, d. h. als vom Aussterben bedroht geführt.

## Bilder
Sclerocactus wetlandicus subsp. ilseae:

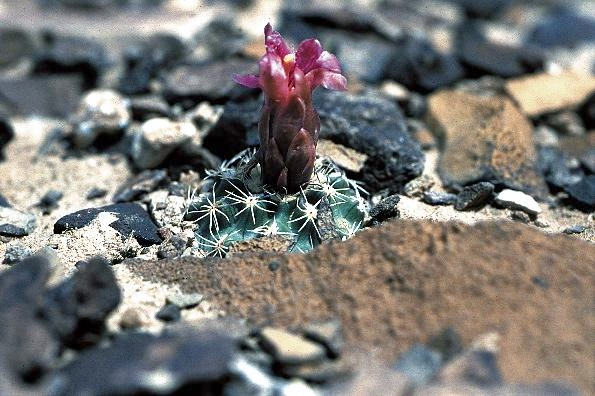
Jungpflanze tief im Boden
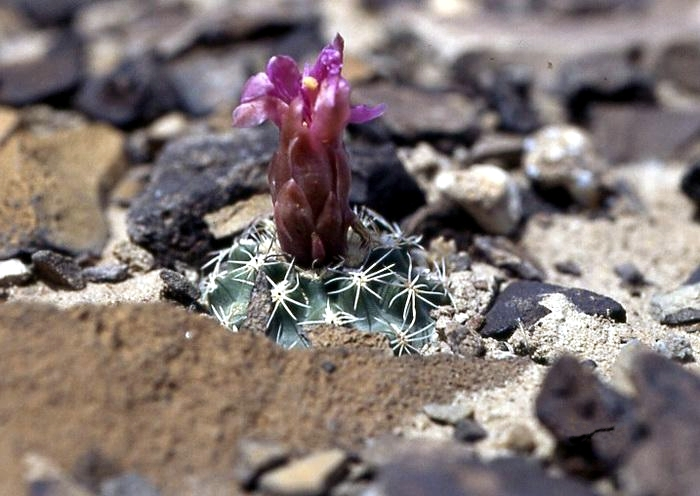
Jungpflanze
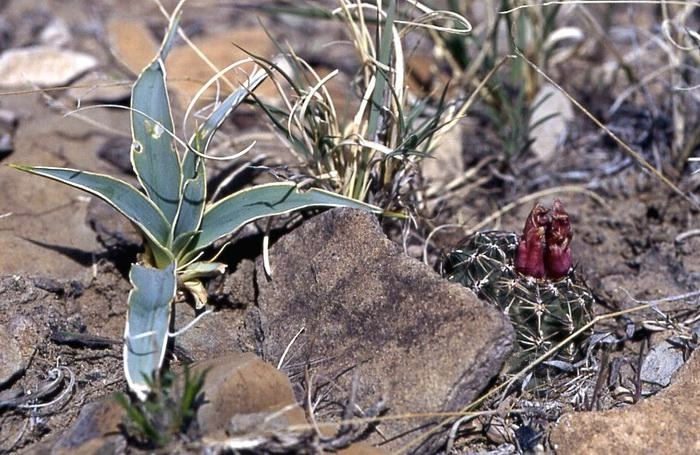
Vergesellschaftet mit Yucca harrimaniae subsp. sterilis
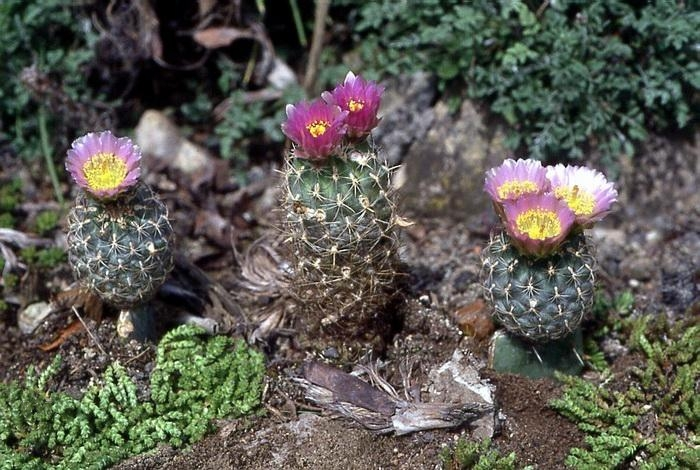
Gepfropftes Exemplar in Kultur
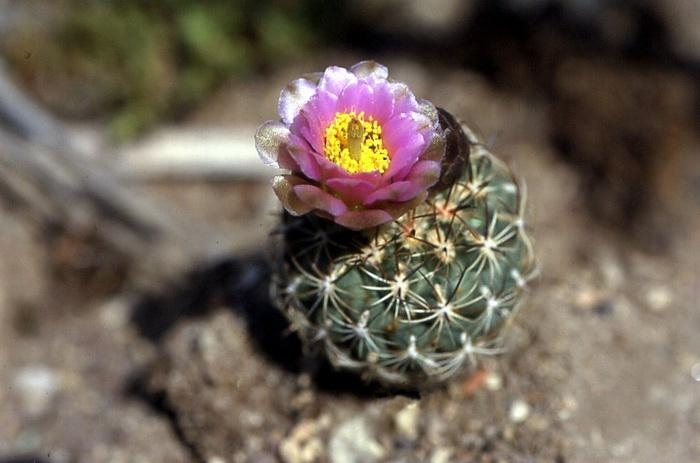
Gepfropftes Exemplar in Kultur
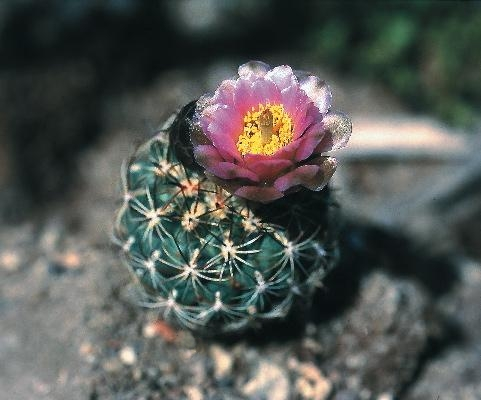
In Kultur in der Sammlung von F. Hochstätter
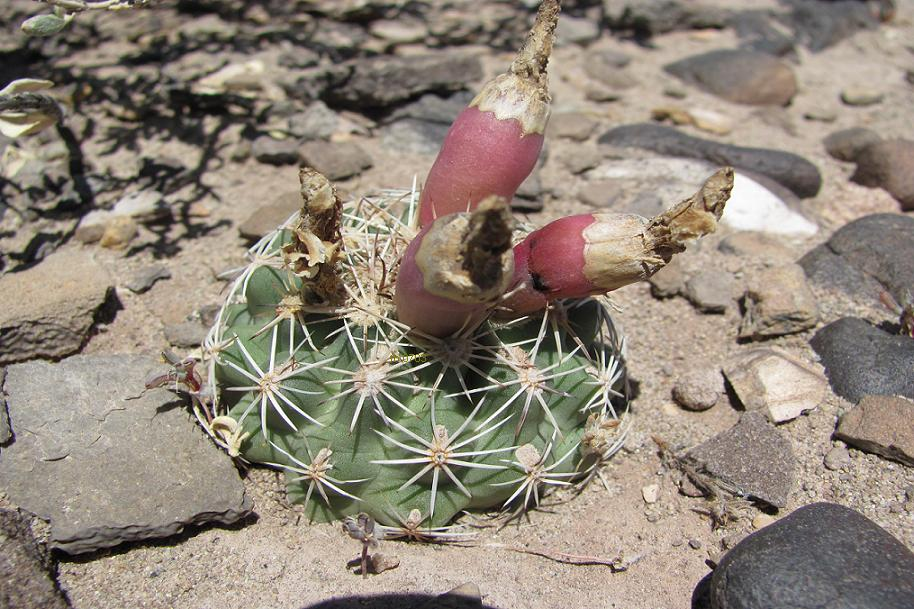
Im Jugendstadium